# هوندا سي بي آر 150 آر
هوندا سي بي آر 150 آر(بالإنجليزية: Honda CBR150R)‏ هي دراجة نارية من تصنيع هوندا.